# Camus (Tanase)
Pour les articles homonymes, voir Camus.
Camus est un récit biographique sur la vie et l'œuvre de l'écrivain Albert Camus, écrit par le romancier et dramaturge Virgil Tănase.

## Présentation
Si Albert Camus a beaucoup parlé de 'révolte', il a par contre rejeté l'idée de révolution telle qu'elle a été appliquée au XXe siècle. Homme à l'écoute de son temps, il en a épousé les doutes et les contradictions, cherchant sa voie dans un monde où la route semblait toute tracée par les grandes utopies qui l'ont parcouru. Tour à Tour essayiste avec L'Homme révolté, dramaturge avec Caligula ou L'État de siège, romancier avec La Peste ou l'Étranger, journaliste avec ses nombreux articles dans Combat ou L'Express, le prix Nobel de littérature qu'il reçut en 1957 ne changea rien à ses engagements.
Cet humaniste croit en la puissance de la vérité, en une révolte porteuse d'espoir dont il écrit : « Même mes révoltes ont été éclairées par la lumière. Elles furent presque toujours, je crois pouvoir le dire sans tricher, des révoltes pour tous, et pour que la vie de tous soit élevée dans la lumière. »
Si son œuvre a connu une telle résonance qui a fait de l'ombre à certains c'est qu'il a toujours cru en un monde solidaire, à l'innocence de l'homme face à l'indifférence du monde, et que son humanité nous parle plus que jamais.